# Macedonia (provincie romană)

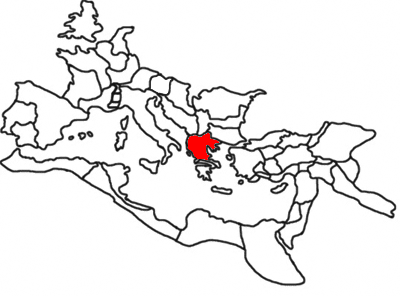
Provincia Macedonia în cadrul Imperiului Roman, în jurul anului 120 d.Hr.

Provincia romană Macedonia a fost înființată oficial în 146 î.Hr. după ce generalul Quintus Caecilius Metellus l-a înfrânt pe Andriscus Macedon în 148 î.Hr., și după ce cele patru republici clientelare stabilite de Roma în regiune au fost dizolvate. În cadrul provinciei intrau Epirus Vetus, Tesalia, și părți ale Iliriei și Traciei.
În secolele al III-lea sau al IV-lea, provincia Macedonia a fost împărțită în Macedonia Prima (în sud) și Macedonia Salutaris (în nord). 
Macedonia Prima și Macedonia Salutaris au fost incluse în Dioceza Macedonia, una dintre cele mari dioceze din Prefectura Illyricum, organizată în 318. Când aceasta a fost împărțită în Illyricumul Occidental și cel Oriental în 379, provinciile macedonene au fost incluse în Illyricumul Oriental. După divizarea Imperiului Roman într-un Imperiu Roman de Apus și unul de Răsărit, în 395, Macedonia a rămas în Imperiul Bizantin.